# 整合医学
整合医学，在英国又称整合健康，是替代医学的其中一種。支持者认为整体医学的研究对象是“整个人体”，以人的健康而不是疾病治疗为中心，强调医患关系的重要性。

## 定义
整合医学学术研究健康中心联合会对整合医学的定义如下：“整合医学是一项强调了医患关系重要性，重视人的整体性，循证治疗，最大限度利用合适的治疗手段、医疗专业人员和医疗原则从而达到预期治疗目、达到最佳状态的医学实践。”支持者认为整合医学不等同于补充与替代医学也不仅是传统医学和补充与替代医学的简单结合，整合医学强调的是个体整体（包括生理、心理、社会、精神多方面）的健康和康复，同时在相互合作，有效沟通的医患关系下兼顾传统医学治疗方法和替代医学的治疗方法。
评者则认为整合医学就是替代医学换了一种说法而已。

## 历史
自二十世纪九十年代起，越来越多的美国医生对在医疗实践中运用整合替代疗法感兴趣，1995年的一个调查显示80%的家庭医生乐于接受有关针灸、催眠、推拿等方面的培训。二十世纪九十年代中期，整合医学门诊开始出现，截止2001年，全美共有27个整合医学门诊。整合医学学术研究健康中心联合会由成立于1999年，截止到2014年有57个成员组织，例如约翰霍普金斯大学医学院、杜克大学医学院、乔治大学医学院、梅约医学中心等。美国专业医师委员会（向全美医生授予资格证书的机构）在2013年6月宣布，从2014年开始，它会提供整合医学的有关资格证明。

## 出现的动因
医学教授约翰·麦克劳克兰曾在英国医学杂志上发表了一篇文章，该文章称整合医学这一术语的出现其实是一个品牌重建的过程，整合医学实际是替代医学的新名字。

## 反响
,主要问题在于替代医疗实践是否已经通过了客观的测试。1998年，前《新英格兰医学杂志》编辑阿诺德·S·雷尔曼在《新共和》杂志发表文章称：世上不存在传统医学和非传统医学两种医学，也不存在所谓的结合两种医学的整合医学。也不是Andrew Weil和他的朋友试图让我们相信的那样，世上同样也不存在两种思路来判断治疗是否有效。最好的医学实践是治疗者提出的所有治疗方法都进行客观的测试，最后，只有通过测试的治疗方法和没有通过测试的治疗方法，经证明有效的方法和无效的方法。
为了对替代医学疗法进行客观的测试，美国政府于1991年创建了替代医学办公室，1998年，该办公室更名为美国国家替代医学研究中心（NCCAM），为美国国家卫生研究院的下属机构。
2015年，NCCAM重组为国家补充与整合卫生中心（NCCIH），其主要宗旨为 "通过严格科学调查，定义补充整合干预疗法的有效性和安全性，向公众提供基于研究支持的信息，指导医疗决策”。但是耶鲁大学医学院的神经内科学家Steve Novella对此却持怀疑态度，他认为NCCIH只是“为那些不合法的治疗方式披上了一层合法的外衣”。美国国家替代医学研究中心网站称“新的证据表明已证的疗效是真实并且可靠的”，但同时“这些科学证据也具有局限性，在多数情况下，数据的缺乏使人们难以决定是否接受替代疗法。”
2001年，英国医学杂志的一篇社论表示整相较于美国，整合医学在英国不受大众的认可。白金汉大学和威斯敏斯特大学因为开设整合医学课程而备受责难。英国的一些组织如整合医学基金等为整合医学募集资金。
2003年，Michael H.Cohen 表示整合医学导致了一个“责任悖论”，即医疗人员跨学科的整合度越高，他们共有的风险度也就越高，因此“信息共享可能在放大责任的同时减少病人的风险而医疗人员界限的清晰划分可能在减小共有责任的同时增大病人的风险。”

## 拓展阅读
- Hall H. . Science-Based Medicine. 14 December 2010  [April 2014]. （原始内容存档于2020-11-09）.
- McCartney M. . BMJ. 2011, 343: d4446. PMID 21752859. doi:10.1136/bmj.d4446.